# Tadeusz Jaroszyński (lekarz)
Tadeusz Wacław Jaroszyński (ur. 22 września 1880 w Suchem Lipiu, zm. 20 maja 1933 w Dziekance) – polski lekarz neurolog, psychiatra i psycholog.

## Życiorys
Urodził się na Lubelszczyźnie jako syn Franciszka Jaroszyńskiego i Ludwiki z domu Sadowskiej. Miał ośmioro rodzeństwa; dorosłości dożyło sześcioro, w tym inżynier i fotograf Jan Zygmunt Jaroszyński oraz lekarz i szachista Paweł Ignacy Jaroszyński. Po ukończeniu gimnazjum w Lublinie podjął studia medyczne na Cesarskim Uniwersytecie Warszawskim. Studia ukończył na Uniwersytecie Kazańskim w 1905 roku, uzupełniał je w klinice neurologiczno-psychiatrycznej Jana Piltza w Krakowie, na Uniwersytecie Fryderyka Wilhelma w Berlinie i w Paryżu, pod kierunkiem Józefa Babińskiego. Po powrocie do Warszawy pracował w Szpitalu św. Ducha i przy ul. Złotej. Uczył też higieny w Gimnazjum Męskim im. Mikołaja Reja w Warszawie.
Należał do Polskiego Towarzystwa Psychiatrycznego od czasu założenia w 1920 roku. Był przez 10 lat wydawcą „Neurologii Polskiej”.
Z małżeństwa z Jadwigą Jasińską, secundo voto Kopeć (1889–1964), córką literata i adwokata Kazimierza Juliana Jasińskiego, urodziły się dwie córki, jedną z nich byłą Krystyna Kuliczkowska. Małżeństwo rozpadło się w połowie lat 20. W 1927 z powodu choroby psychicznej został przyjęty do szpitala psychiatrycznego w Dziekance. Zmarł nagle 20 maja 1933. Pochowany został w grobie rodzinnym na cmentarzu rzymskokatolickim przy ul. Lipowej w Lublinie.

## Dorobek naukowy
W dorobku Jaroszyńskiego znajdują się liczne prace, dotyczące m.in. psychologii wychowania, psychologii szkolnej, psychotechniki, higieny psychicznej, psychoterapii.

## Prace
- Kilka słów o wpływie hygienicznych warunków w fabrykach na zdrowotność robotników i wydajność ich pracy. „Zdrowie”, 1907
- Cel i zadania hygieny społecznej. „Zdrowie”, 1909
- Kopczynski, Jaroszynski. Contribution à l′étude du pithiatisme. „Nouvelle Iconographie de la Salpêtrière” 23, 1910
- „W sprawie psychoterapii” W: Ciągliński A. (red). Prace 1-go Zjazdu neurologów, psychiatrów i psychologów polskich odbytego w Warszawie 11–12–13 października 1909 r. Warszawa: E. Wende i sp., 1910
- Przyczynek do psychoanalizy i psychoterapii histeryi. Przypadek z usuniętą siedem lat trwającą paraplegią histeryczną. „Gazeta Lekarska” 45 (8, 9), s. 172–177, 197–202, 1910
- Przypadek aleksji. „Neurologja Polska” 2, s. 353–355, 1910/1911
- Przyczynek do nauki o psychonerwicach (analiza 35 przypadków histeryi, neurastenii, nerwicy lękowej i psychastenii). „Rocznik Lekarski” 3 (1), 1913
- Rola wzruszeń w patologii. „Gazeta Lekarska”, 1913
- Testy do badań psychologicznych. Warszawa: Ministerstwo Zdrowia Publicznego, 1920
- W sprawie ekspertyz wojskowo-lekarskich w przypadkach neurologicznych. „Lekarz Wojskowy” 1 (6), s. 18–20, 1920
- Psychologia i profilaktyka przestępczości u dzieci. „Opieka nad Dzieckiem” 2, 1923
- W sprawie wychowania dzieci nerwowych. „Szkoła Specjalna” 1 (1), s. 8–15, 1924

Był także encyklopedystą, redaktorem dwutomowej "Podręcznej encyklopedii pedagogicznej" wydanej we Lwowie w 1923 roku oraz „Encyklopedii Wychowawczej” .